# Pierre van Outryve d'Ydewalle
Pierre van Outryve d'Ydewalle (Gent, 7 januari 1912 – Brugge, 21 maart 1997) was een Belgisch gouverneur.

## Levensloop
Ridder, later Baron, Pierre Joseph Marie Ghislain van Outryve d'Ydewalle was de zoon van ridder Emmanuel van Outryve d'Ydewalle en Marie-Josèphe van den Peereboom. Hij trouwde met Marie-Thérèse Joos de ter Beerst (1914-2009). Samen kregen ze zes kinderen.
Hij behoorde tot een familie Van Outryve, oorspronkelijk landbouwers in Oostrozebeke, vanaf de 18e eeuw aanzienlijke zakenlui in Brugge, die in 1771 in de adelstand werden opgenomen, met voor Emmanuel-Louis van Outryve d'Ydewalle de riddertitel, die in 1822 erfelijk werd gemaakt voor al zijn mannelijke afstammelingen. Pierre d'Ydewalle werd in 1982 vereerd met de titel baron. Zijn wapenspreuk luidt 'Als ik kan', een verwijzing naar het 'Als ich can', de leuze van de Vlaamse primitief Jan van Eyck.
Hij volbracht zijn humaniorastudies aan de Abdijschool van Zevenkerken. In 1929-1931 studeerde hij aan de Universitaire Faculteiten in Namen en in 1932-1935 behaalde hij het doctoraat in de rechten aan de Katholieke Universiteit Leuven.
Hij stond ingeschreven aan de Balie van Brussel, en was daarnaast medewerker van de kranten Le Vingtième Siècle en De Courant.
In 1937 werd hij kabinetsmedewerker bij eerste minister Hubert Pierlot. Vervolgens werd hij kabinetschef bij de opeenvolgende ministers van Landbouw en in maart 1939 werd hij kabinetschef van de eerste minister, en secretaris van de ministerraad.
Hij maakte van dichtbij de gebeurtenissen mee tijdens de meidagen 1940 en vooral de verscheurende twist tussen koning Leopold III en de regering. D'Ydewalle vertrok met de voornaamste regeringsleden mee naar Frankrijk, maar in tegenstelling tot eerste minister Pierlot die naar Engeland vertrok, keerde hij in oktober 1940 naar België terug en voegde zich weer bij zijn gezin.
Hij stapte in het verzet en in de inlichtingendiensten van de Réseau Xavier en de Groep Clarence. Zijn beroepsactiviteiten vervulde hij ondertussen in het Rode Kruis en andere liefdadige verenigingen.

## Gouverneur
Onmiddellijk na de Bevrijding werd D'Ydewalle op 14 september 1944 tot dienstdoend gouverneur benoemd. Op 22 december 1945 volgde zijn benoeming tot gouverneur van West-Vlaanderen.
Deze laatste functie oefende D'Ydewalle gedurende 34 jaar uit. Tijdens die periode kende de provincie grondige evoluties en hierin had hij een uitgesproken aandeel. Belangrijke initiatieven waren de oprichting van het West-Vlaams economisch studiebureau (WES), van de West-Vlaamse Economische Raad (WER), van Westtoerisme, van verschillende West-Vlaamse intercommunales, van de Brandweerschool en van de Politieschool voor West-Vlaanderen.
De provincie evolueerde van een agrarisch gebied, dat gebukt ging onder structurele werkloosheid en seizoenarbeid in Frankrijk, naar een actieve provincie met volledige tewerkstelling in industrie en tertiaire sector evenals in een gemoderniseerde landbouw, terwijl ook het kusttoerisme een grote vlucht nam. D'Ydewalle was hierbij een inspirator en initiatiefnemer. Hij liet zich ook uitstekend omringen door specialisten zoals Guido Declercq, Olivier Vanneste, Norbert Vanhove en andere.

## Publicaties
- Verzamelde toespraken, uitgesproken bij de opening van de gewone zittingen van de provinciale raad van West-Vlaanderen (1980)
- Wijnendale, samedi 25 mai 1940: un roi et ses ministres (1983)
- Mémoires 1912-1940. Aux avant-postes (1994) - idem in het Nederlands
- Mijn oorlogsjaren (1997) - idem in het Frans